# Pico Jano (Liébana)
El pico Jano es una montaña de Cantabria (España) y mide 1446 m s. n. m.

## Geografía

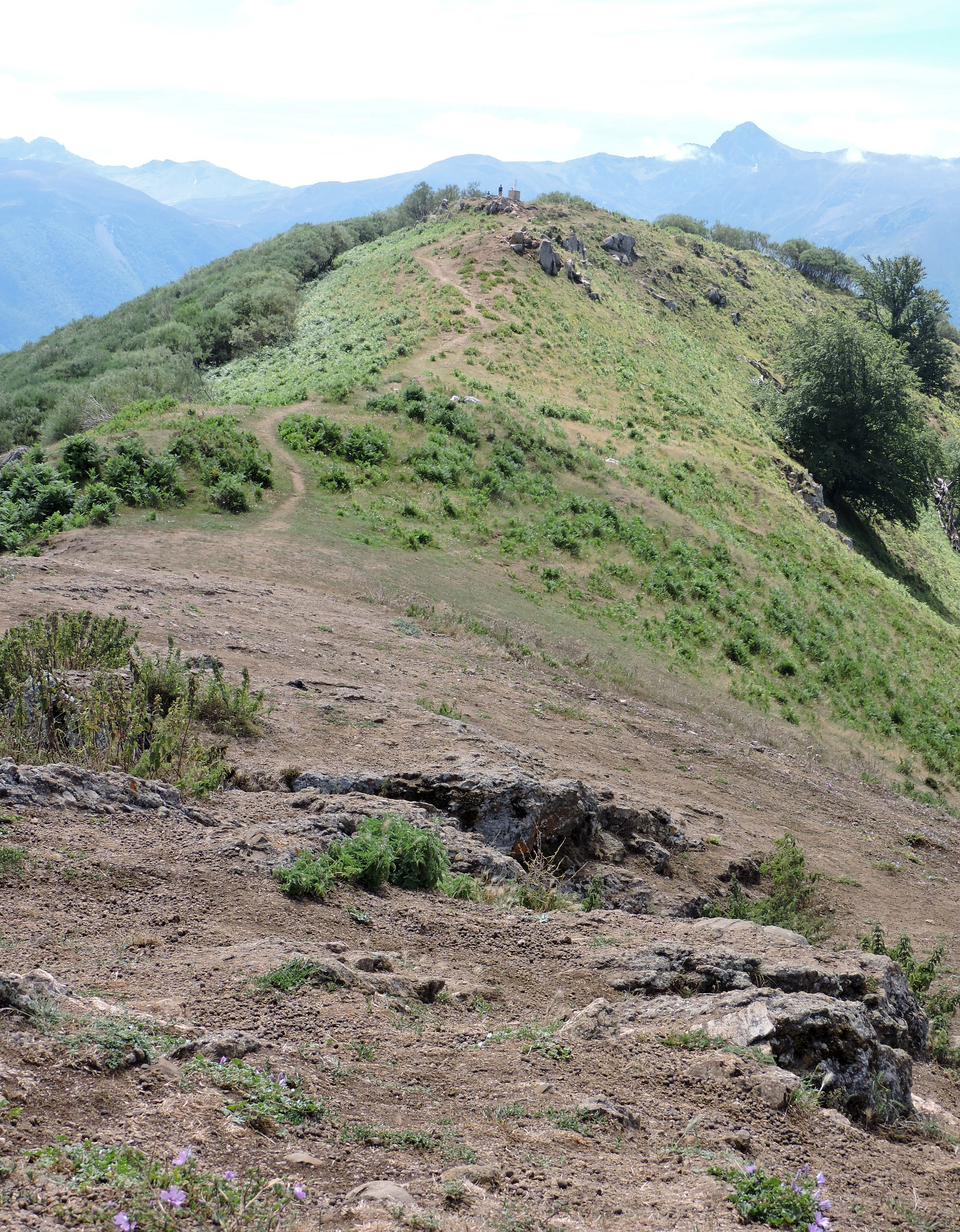
El Pico Jano desde NE.

El pico pertenece a la sierra divisoria entre los ríos Deva y Quiviesa. Está situado entre los municipios lebaniegos de Camaleño y Vega de Liébana. No hay que confundirlo con el Pico Jano que se encuentra en los cordales centrales, en la divisoria entre los ríos Besaya y Pas.
En el punto más alto de este pico hay un vértice geodésico. La altitud del vértice geodésico es de 1446 m s. n. m. en la base del pilar.

## Ascensión

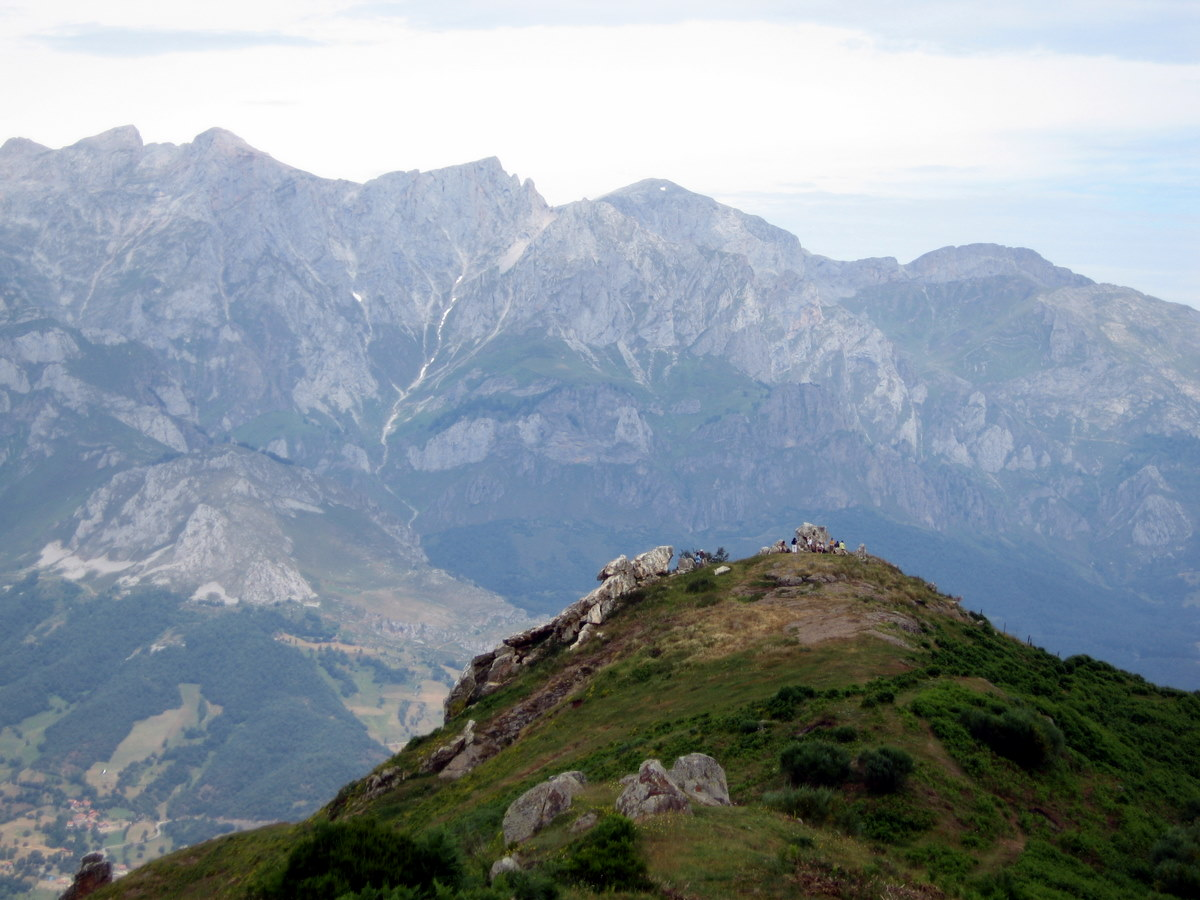
Vista desde el Pico Jano y los Picos de Europa.

Se accede a este pico desde Dobarganes, en Vega de Liébana, tomando una pista que sale a la izquierda y debidamente señalizada; al cabo de unos cuatro kilómetros y medio, se alcanza la cumbre. Esta pista es físicamente apta para vehículos todoterreno.